# Lögdeå
Lögdeå è un'area urbana della Svezia situata nel comune di Nordmaling, contea di Västerbotten.
La popolazione rilevata nel censimento 2010 era di 394 abitanti .